# Zeritis pulcherrima
Zeritis pulcherrima är en fjärilsart som beskrevs av Aurivillius 1916. Zeritis pulcherrima ingår i släktet Zeritis och familjen juvelvingar. Inga underarter finns listade i Catalogue of Life.